# Prosenoides longilingua
Prosenoides longilingua là một loài ruồi trong họ Tachinidae.